# Kiasyd
Los Kiasyd son una línea de sangre del juego de rol Vampiro: la mascarada. La línea pertenece al Sabbat.
Los Extraños descienden de Marconius, un Lasombra que bebió una poción con sangre de hadas de la corte oscura, y que reconfiguró su cuerpo no-muerto convirtiéndole en el primer Kiasyd.
Los miembros de esta línea de sangre son todos muy altos y pálidos, con un inquietante tono azulado, probablemente a consecuencia del abrazo, y de la extraña sangre de hadas que corre por sus venas.
Aunque los Kiasyd pertenecen formalmente al Sabbat, no suelen intervenir ni en la política ni en las guerras de la secta, dedicándose principalmente al estudio y la investigación.

## Símbolo de la Línea de Sangre
El símbolo que representa a los Kiasyd es una estilizada mariposa con una calavera en su interior.